# Автошлях E79
E79, Європейський маршрут E79 — європейський автошлях, що бере свій початок в угорському місті Мішкольц і закінчується в грецькому місті Салоніки. Загальна довжина — 1300 кілометрів.

## Маршрут автошляху
Шлях проходить через такі міста:
- Угорщина: Мішкольц — Дебрецен — Пюшпекладань
- Румунія: Орадя — Беюш — Дева — Петрошань — Тиргу-Жіу — Крайова — Калафат
- Болгарія: Видин — Враца — Ботевград — Софія — Перник — Благоєвград — Кулата
- Греція: Промачонас — Серрес — Салоніки

Автошлях E79 проходить територією Угорщини, Румунії,Болгарії та Греції

## Галерея

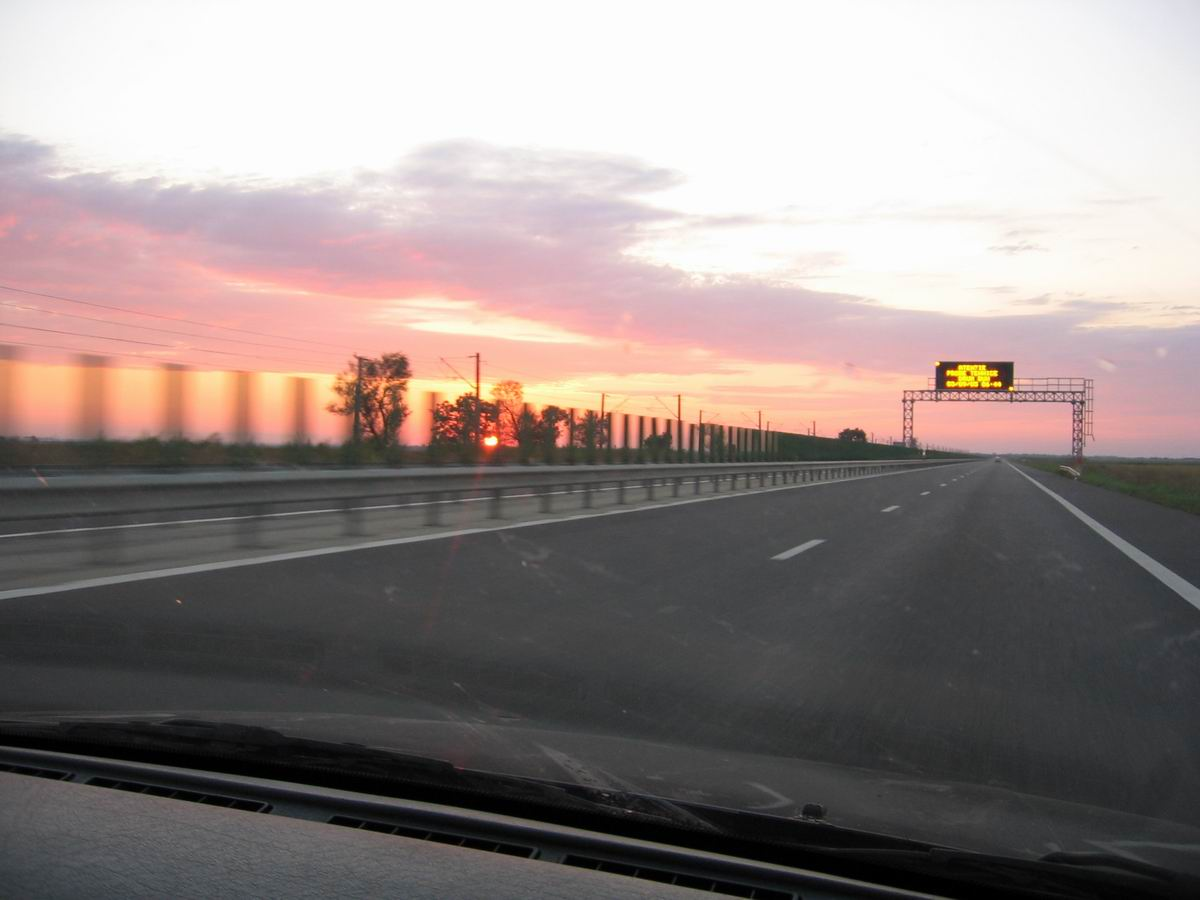
в Румунії
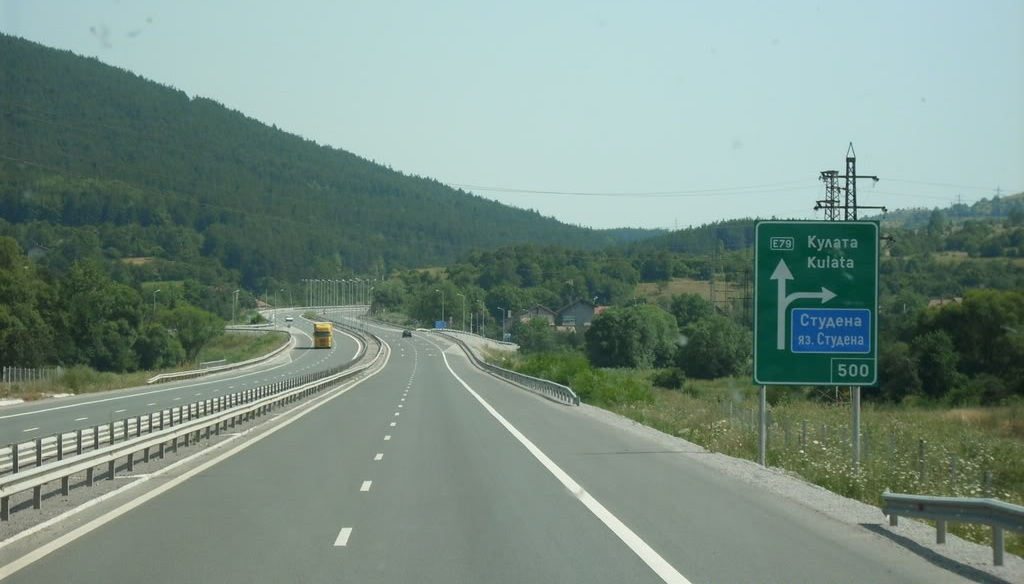
в Болгарії
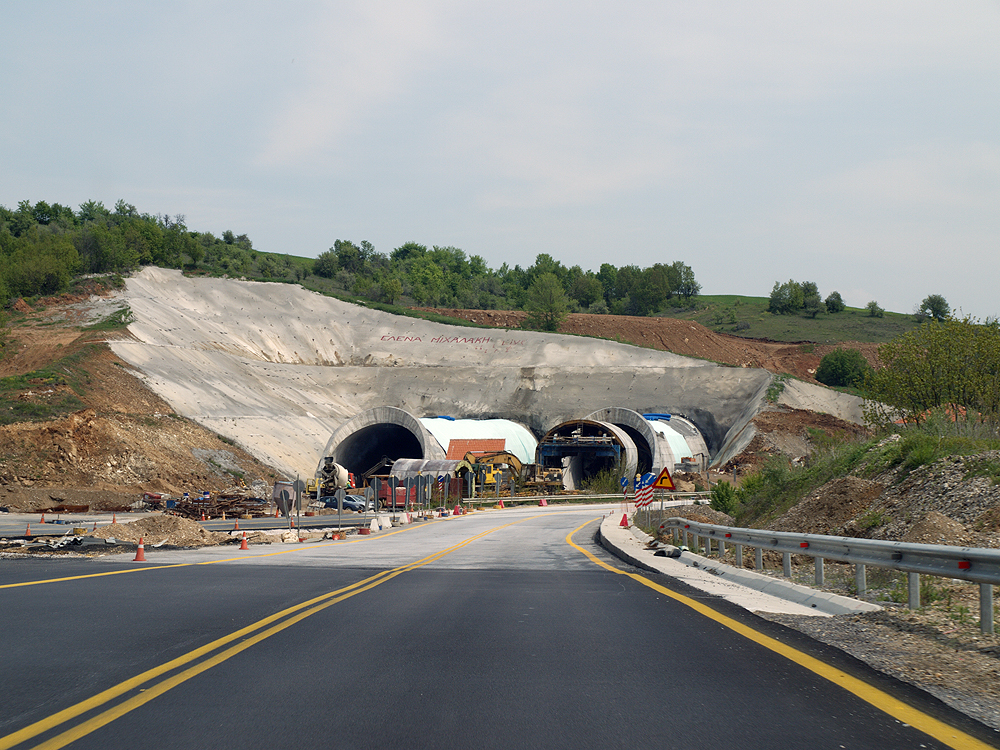
Будівництво тунелю в Греції